# Nikolai Borissowitsch Golubew

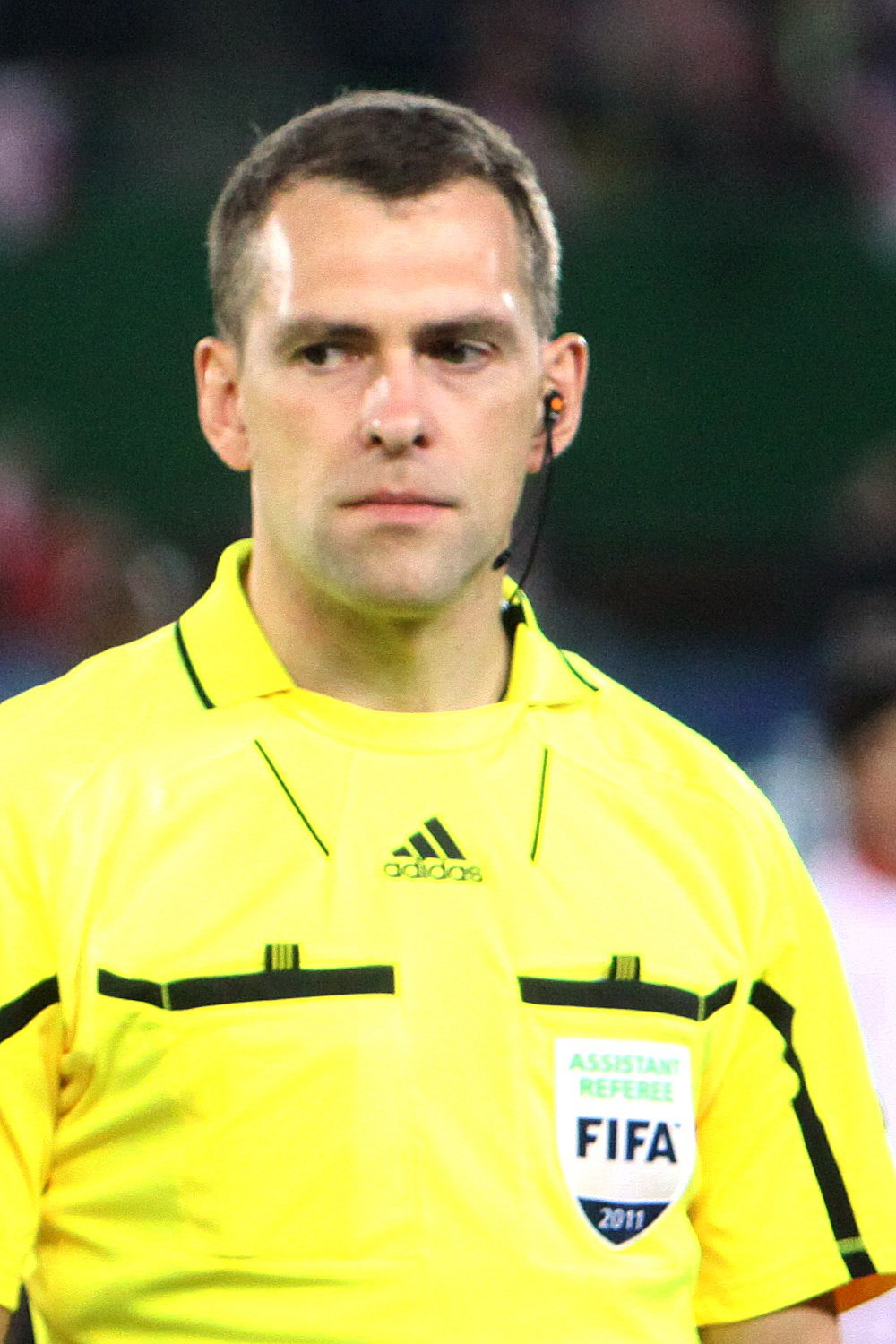
Nikolai Borissowitsch Golubew (2011)

Nikolai Borissowitsch Golubew (russisch Николай Борисович Голубев; * 9. November 1970) ist ein ehemaliger russischer Fußballschiedsrichterassistent.
Golubew leitete ab 2002 bis zur Saison 2015/16 insgesamt 231 Spiele in der russischen Premjer-Liga. Zudem stand er viele Jahre lang bis 2016 als Schiedsrichterassistent auf der Liste der FIFA-Schiedsrichter und leitete internationale Fußballpartien. Bis zur Saison 2015/16 leitete er 39 Spiele in der Europa League und 15 Spiele in der Champions League.
Golubew war unter anderem beim olympischen Fußballturnier 2004 in Athen, bei der Weltmeisterschaft 2006 in Deutschland, bei der Europameisterschaft 2016 in Frankreich und beim olympischen Fußballturnier 2016 in Rio de Janeiro (als Assistent von Sergei Karassjow) im Einsatz.